# Wyścigi lotnicze

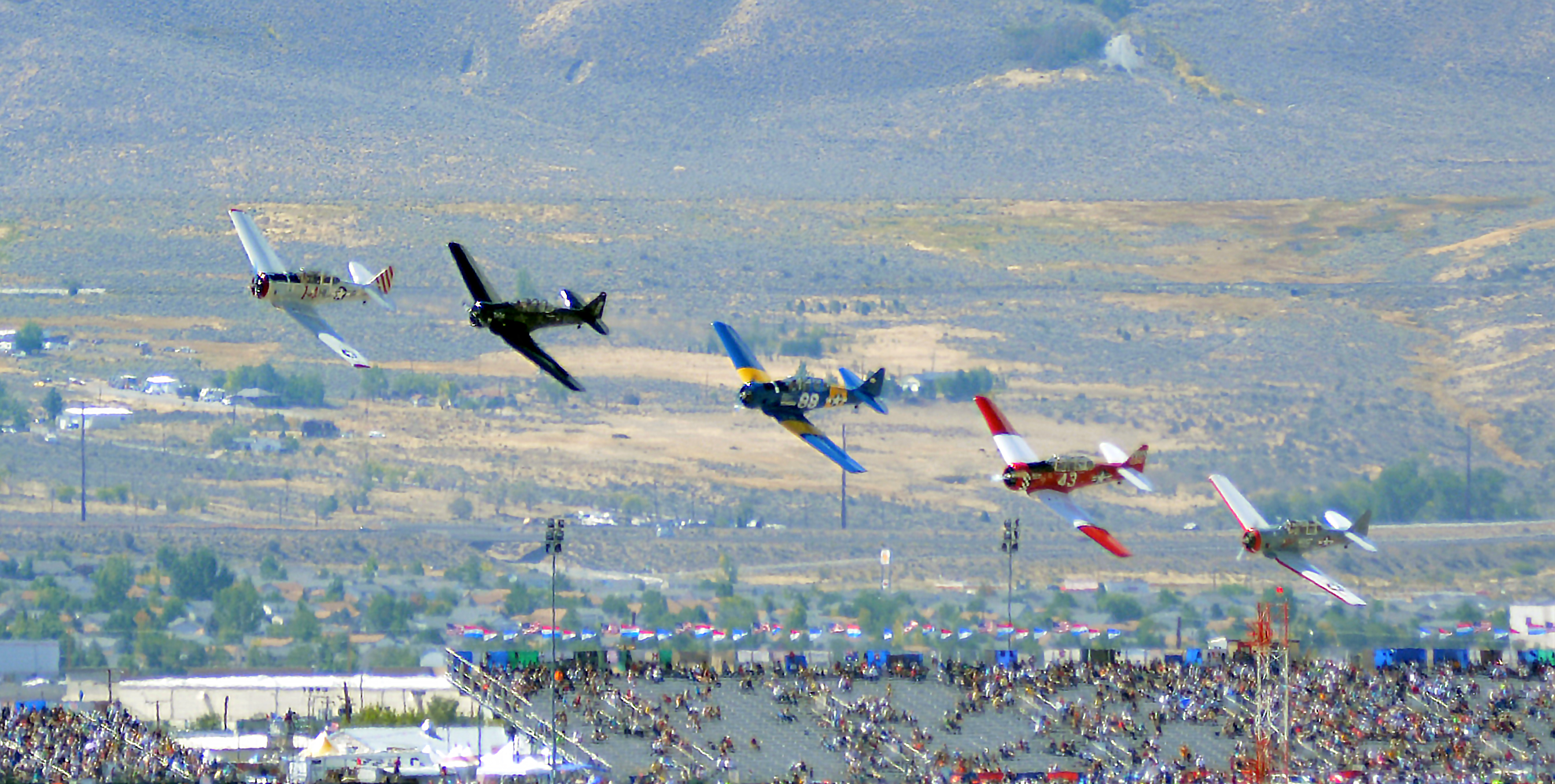
T-6 Gold Start mijają pylon finiszu Reno Air Races 2014 roku

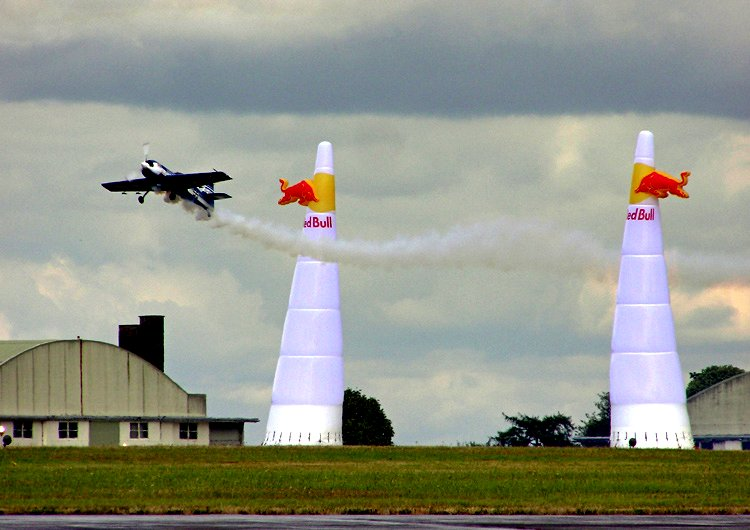
Red Bull Air Race

Wyścigi lotnicze (ang. Air racing) – bardzo wyspecjalizowany rodzaj sportów lotniczych, w którym piloci statków powietrznych (samolotów, szybowców, śmigłowców) rywalizują na najszybszej trasie na torze lub gromadzą najwięcej punktów. 

## Aktualne rozgrywki
- Aero GP
- British Air Racing Championship
- European Air Racing Championship
- Parabatix Sky Racers
- Red Bull Championships
- Reno Air Races
- Schneider Trophy(inne języki)

## Rozgrywki w przeszłości
- Gordon Bennett Trophy
- Daily Mail aviation prizes
- Coupe Deutsch de la Meurthe
- Pulitzer & National Air Races
- King's Cup Race
- Dole Derby
- Challenge International de Tourisme
- Thompson Trophy
- Women's Air Derby
- Bendix Trophy
- MacRobertson Air Race
- Formula V Air Racing